# FYGRAS
FYGRAS（フィグラス）は、2018年よりリリースされている日本製鉄グループ日鉄ステンレスの精密加工用ステンレス精密圧延品ブランド。

## 概要
FYGRASとは，Fine Crystal Grain Stainless Steelからの造語。超微細結晶化技術を主な特徴とし、高精度微細加工（エッチング加工・レーザー加工等）の実現のために開発された製品群である。代表例として電子デバイスのソルダリング工程の高精度化を担うメタルマスク用途がある。
スマートフォンを筆頭に、ウェアラブル端末，人工知能，次世代交通システム，ロボット産業等などにも使用される各種電子デバイスは更に高性能化・小型化が求められている。
FYGRASは、電子デバイスの高性能化・小型化実現のための解決策として、主に電子デバイスのソルダリング用メタルマスク等の、精密電子部品の製造装置・治具をターゲットとして、ブランド展開。
日本製鉄グループの材料技術と精密冷間圧延鋼板造り込み技術を駆使し，最薄80ミクロンのステンレス鋼板に，世界最小1ミクロンクラスの超微細結晶粒を実現している。
微細加工に要求される超微細結晶粒とその他特性（板厚精度，平坦性，低残残留応力等）も兼ね備え、電子デバイスのさらなる高性能化・小型化に貢献。
製品のラインナップは，ばね材4種，焼鈍材2種の計7種類であり、各々精密加工，研磨，プレス加工のいずれかに特化している。